# Castell de Talteüll (Massoteres)
Les ruïnes del castell de Talteüll, conegut popularment com la torre dels Moros, es drecen al punt més alt del poble de Talteüll, entitat de població del municipi de Massoteres, situat en un tossal a l'esquerra del riu Llobregós.
L'octubre de 2019 se'n va delimitar un entorn de protecció comú amb l'església de Sant Pere de Talteüll.

## Història
Els orígens de la fortalesa se situen a principi del segle xi, quan els comtes i bisbes d'Urgell començaren la conquesta d'aquest sector proper a Guissona. El lloc de Talteüll, «Talteuul», consta l'any 1024 com un dels termes de Guissona en un judici pel qual el bisbe Sant Ermengol d'Urgell reclamà a Guillem de Lavansa les terres que li havia pres injustament. Pel que fa al castell, una de les primeres mencions documentals data de l'any 1065 en el testament sacramental d'Ermengarda, el qual explicita que la testadora deixà al seu fill Ponç unes cases, un colomar, unes coromines i unes vinyes i un cup, situades «suptus ipso kastello de Taltevolio».
El domini eminent del terme i castell de Talteüll era dels comtes d'Urgell tot i que des del darrer quart del segle xi degué ser infeudat. L'any 1093, Arnau Guillem bisbe d'Urgell deixava en el seu testament, al seu germà Tedball, el «castrum de Tantevolo» amb totes les seves pertinences, el qual el tenia per Ramon Guerau que era aleshores castlà o feudatari per mà del comte d'Urgell. Les famílies de feudataris o castlans són poc conegudes durant el segle xii. L'any 1129 possiblement n'era castlà Guillem Dalmau de Cervera. L'any 1131, el comte Ermengol VI d'Urgell infeudà els castells de Lavansa i Talteüll a Galceran de Pinós i al seu fill Galceran. L'any 1167, el comte Ermengol VII d'Urgell testava que el castell de Talteüll fos llegat al seu fill Ermengol VIII, entre moltes altres fortaleses.
A l'inici del segle xiii, el castell era infeudat a Ramon de la Guàrdia, el qual deixà en testament el «castrum de Taltavul» al seu fill Guillem l'any 1205. A causa de les lluites que s'esdevingueren durant l'època de Jaume I en el comtat d'Urgell, el rei es feu càrrec del terme i el cedí a Galceran de Pinós "el Vell", que en el seu testament de 1277 deixava el castell a la seva filla Berenguera, casada amb Ramon de Cervera. Els barons de Pinós mantingueren la senyoria fins al 1377, quan Pere Galceran de Pinós la vengué a Arnau d'Erill. En aquesta venda es reconegui que els Pinós havien posseït el terme en feu pels comtes d'Urgell, que en conservaven l'alt domini.
Vers el 1381, el castell congregava 26 focs i pertanyia a la vegueria de Cervera. Al segle xv la fortalesa ja no era dels Erill; havia passat als Camporrells, senyors de Biosca (1487). Poc abans de l'abolició de les senyories jurisdiccionals, el 1831 eren senyors del lloc de Talteüll Felip de Buixons i N. Martí.

## Arquitectura
Se'n conserva la part inferior d'una torre cilíndrica fins a una altura d'uns 5 m. L'aparell és de carreus rectrangulars lligats amb argamassa que formen filades regulars. Les filades inferiors són de mida més gran que les situades a partir dels 2 m. El perfil de la construcció mostrar un atalussament suau. Les filades més baixes formen un petit esglaonament que reforça la base de la torre. En la part baixa de la torre a la banda nord, l'espoli dels carreus exteriors permet veure el reble del mur, fet de maçoneria petita en filades irregulars separades per capes gruixudes de morter. A la banda nord hi ha un mur atalussat ajustat a la roca natural que podria correspondre a un recinte exterior de la fortificació. També hi ha un mur recolzat a la torre que suggereix una muralla, feta posteriorment a la construcció de la torre. La construcció original correspondria a la primera meitat del segle xi, quan la frontera cristiana superà el riu Llobregós.